# Mōri Toyomoto
Mōri Toyomoto (毛利 豊元?; 1444 – 1476) fu un daimyō giapponese, capo del clan Mōri durante il periodo Muromachi.

## Biografia
Toyomoto fu daimyō della provincia di Aki e figlio di Mōri Hiromoto.
Inizialmente alleato alla coalizione orientale di Yamana Koretoyo durante la guerra Ōnin, spese molto tempo nelle battaglie a Kyoto. Tuttavia cambiò fazione e si alleò a Ōuchi Masahiro della coalizione settentrionale, ritornando nelle sue terre nel 1471. Dopo la guerra i Mōri divennero servitori del clan Ōuchi.
Represse la protesta chiedendo una moratoria del debito per il sostegno militare orientale e riuscì a far allontanare le forze che lo circondavano nella sua roccaforte, il castello di Kagamiyama del dominio Aki, contribuendo all'estensione del territorio della provincia sotto il controllo degli Ōuchi. Tramite questi meritevoli servizi di guerra gli fu data una parte del bacino del Saijo da Masahiro come territorio del clan. Inoltre aiutò Yamana Masatoyo durante la sua lotta nella Bingo ricevendo come ricompensa l'altopiano di Sera.
Morì a soli 33 anni e fu succeduto dal figlio Mōri Hiromoto.